# BTV Lady
bTV Story es un canal de televisión privado de Bulgaria, perteneciente a bTV Media Group. Está dirigido a un público familiar y emite telerrealidad, entrevistas, telenovelas, series y películas.

## Historia
El canal inició emisiones el 28 de enero de 2012 como bTV Lady, dirigiéndose al público femenino.
En marzo de 2012, la cadena de televisión transmitió los Premios Grammy y los Premios American Music. Desde 2013, también transmite el certamen de Miss Universo.
Desde el 7 de octubre de 2012, se emite en formato de imagen SD 16:9. Desde el 1 de enero de 2016, el canal emite en la plataforma de pago online de bTV Media Group, VOYO, en calidad HD, y desde el 6 de julio de 2018, en plataformas de cable en calidad HD.
El 11 de diciembre de 2023, bTV Lady pasó a llamarse bTV Story.

## Programación
- The Dr. Oz Show
- The Nate Berkus Show
- Victoria's Secret Fashion Show
- Часът на мама
- Кухнята на Звездев
- Преди обед
- Модерно
- Глобусът
- Духът на здравето
- Къде е Маги?

## Imagen corporativa

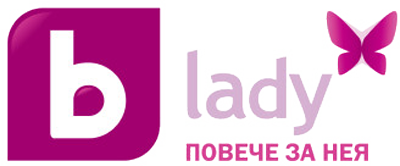
2012 - 2016
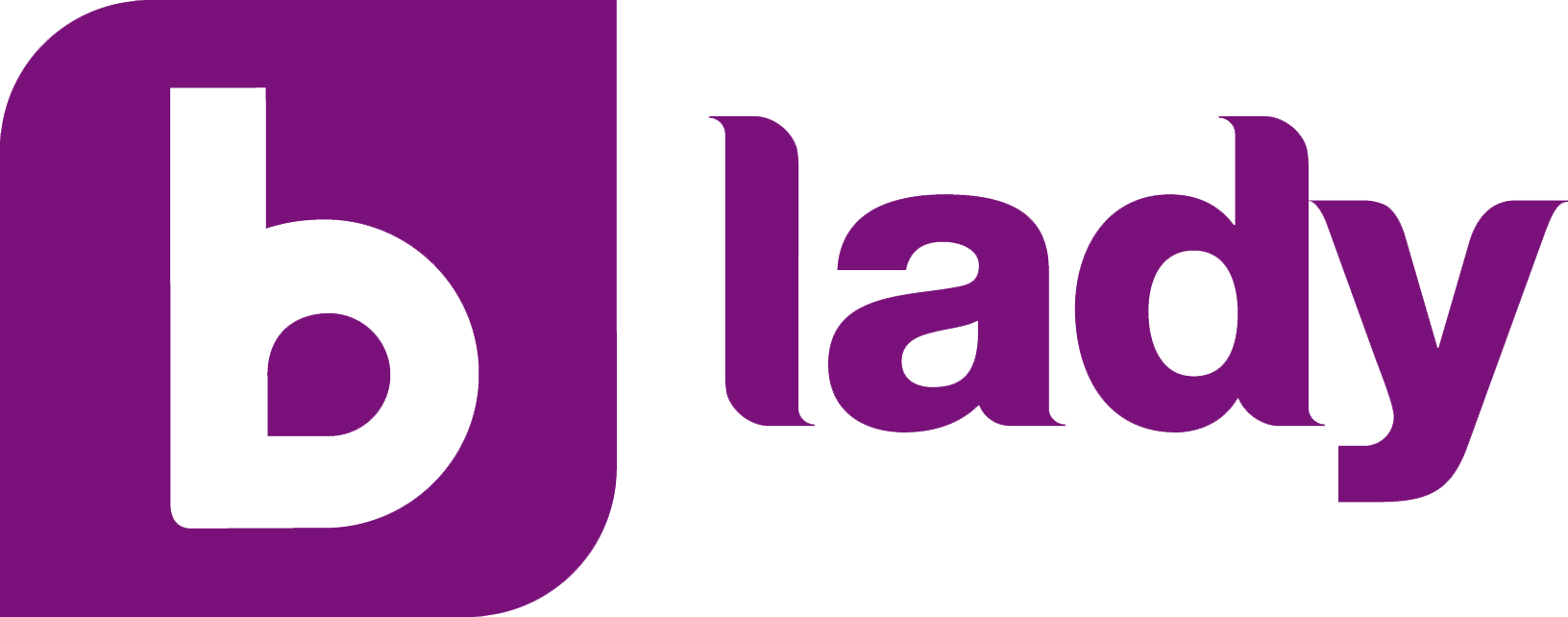
2016 - 2023
Desde 2023